# Кремер, Герман
Ге́рман Кре́мер (нем. Hermann Cremer; 18 октября 1834, Унна, Вестфалия — 4 октября 1903, Грайфсвальд) — протестантский богослов. Профессор богословия в Грейфсвальдском университете с 1870 года, ректор в 1883—1884 гг. Изучал теологию в Университете Галле у Августа Толука и в Университете Эберхарда и Карла у Иоганна-Тобиаса Бека, потом был пастором в Остённене. Среди учеников Кремера — Вильгельм Лютгерт, Эрих Шедер и сын Эрнст Кремер. 
Важнейшие труды: «Biblisch-theologisches Wörterbuch der neutestamentlichen Gräcität» (1866); «Über d. Zustand nach dem Tode» (1901); «Unterweisung im Christentum» (1899); «Die Befähigung zum geistlichen Amte» (1900); «Die Paulinische Rechtfertigungslehre» (1900); «Das Wesen des Christentums» (1902).